# أول ستار كومكس
أول ستار كومكس (بالإنجليزية: All Star Comics)‏ كانت سلسلة كتب قصص مصورة من نشر أول أميريكان بابلكيشنز الذي اندمج لاحقا مع ناشرين آخرين لتكوين دي سي كومكس. صدر من السلسلة 57 عددا من سنة 1940 إلى 1978. باستثناء أول عددين فإن أول ستار كومكس تحكي قصص مغامرات فريق جمعية العدالة الأمريكية الخيالي أول فريق للأبطال الخارقين وظهرت فيها للمرة الأولى المرأة المعجزة.